# Santiago el Pinar
Santiago el Pinar è un comune del Messico, situato nello stato di Chiapas.